# Josh Hodgson

a Compétitions nationales et continentales officielles uniquement.

b Matchs officiels uniquement.
Josh Hodgson, né le 31 octobre 1989 à Kingston-upon-Hull (Angleterre), est un joueur anglais de rugby à XIII évoluant au poste de talonneur ou de troisième ligne.

## Palmarès
- Collectif :
  - Finaliste de la National Rugby League : 2019 (Canberra).

### Détails en sélection
| 1. | 26 octobre 2019  | Tonga                | 6-14  | Amical | Talonneur | 0 | 0 | 0 | 0 |
| 2. | 2 novembre 2019  | Nouvelle-Zélande     | 8-12  | Amical | Talonneur | 0 | 0 | 0 | 0 |
| 3. | 9 novembre 2019  | Nouvelle-Zélande     | 8-23  | Amical | Talonneur | 4 | 1 | 0 | 0 |
| 4. | 16 novembre 2019 | Papouas.-Nlle-Guinée | 10-28 | Amical | Talonneur | 4 | 1 | 0 | 0 |

### En club
| Saison | Club             | Compétition           | Matchs | Points | Essais | Buts | Drop |
| ------ | ---------------- | --------------------- | ------ | ------ | ------ | ---- | ---- |
| 2009   | Hull FC          | Super League          | 2      | 0      | 0      | 0    | 0    |
| 2010   | Hull KR          | Super League          | 20     | 0      | 0      | 0    | 0    |
| 2011   | Hull KR          | Super League          | 28     | 14     | 2      | 3    | 0    |
| 2012   | Hull KR          | Super League          | 26     | 52     | 13     | 0    | 0    |
| 2013   | Hull KR          | Super League          | 26     | 32     | 8      | 0    | 0    |
| 2014   | Hull KR          | Super League          | 27     | 52     | 13     | 0    | 0    |
| 2015   | Canberra Raiders | National Rugby League | 24     | 8      | 2      | 0    | 0    |
| 2016   | Canberra Raiders | National Rugby League | 26     | 20     | 5      | 0    | 0    |
| 2017   | Canberra Raiders | National Rugby League | 23     | 12     | 3      | 0    | 0    |
| 2018   | Canberra Raiders | National Rugby League | 11     | 4      | 1      | 0    | 0    |
| 2019   | Canberra Raiders | National Rugby League | 22     | 8      | 2      | 0    | 0    |